# Royal Canadian Air Force

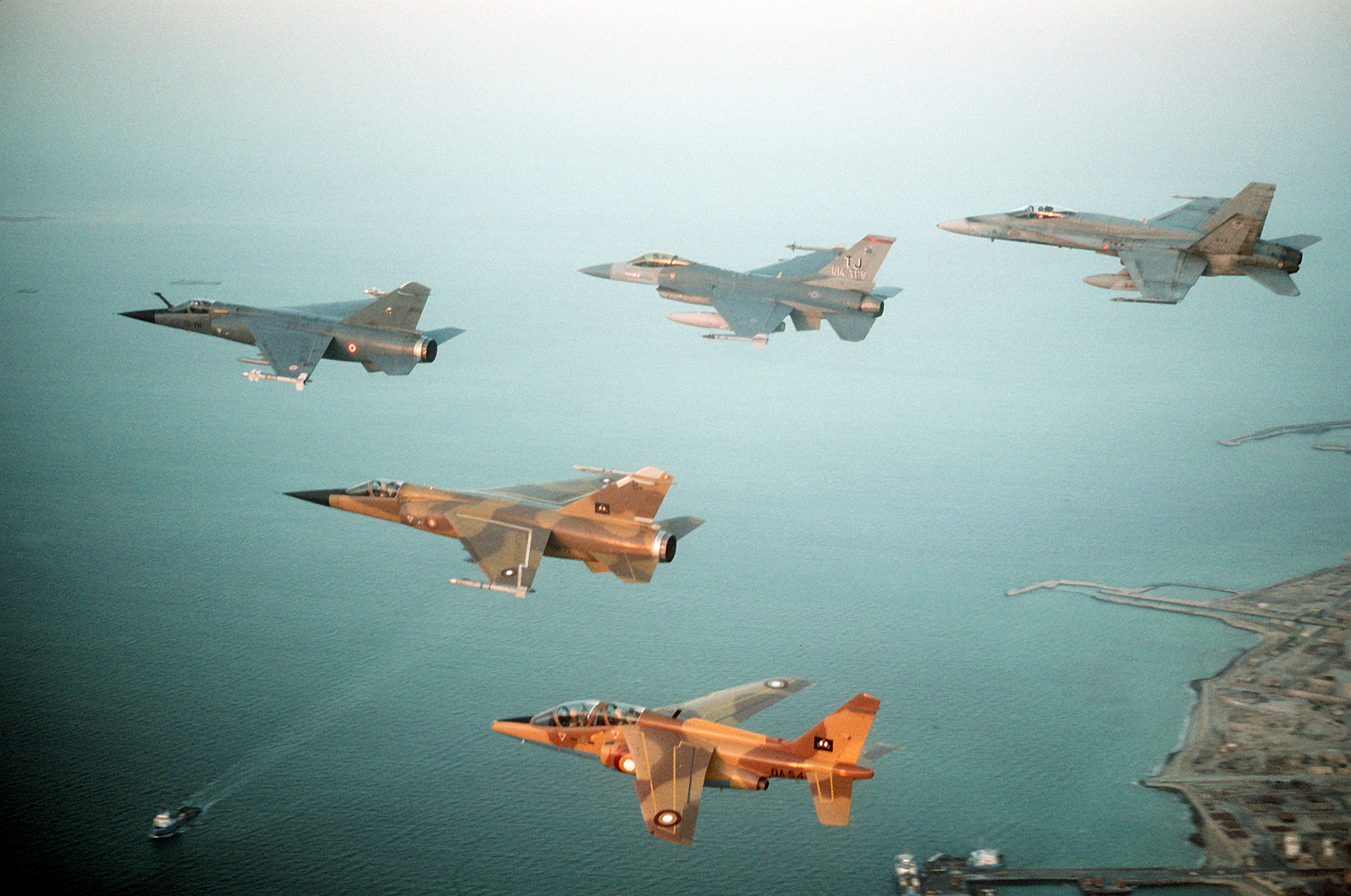
Multinationaler Formationsflug mit einer kanadischen CF-188A, rechts

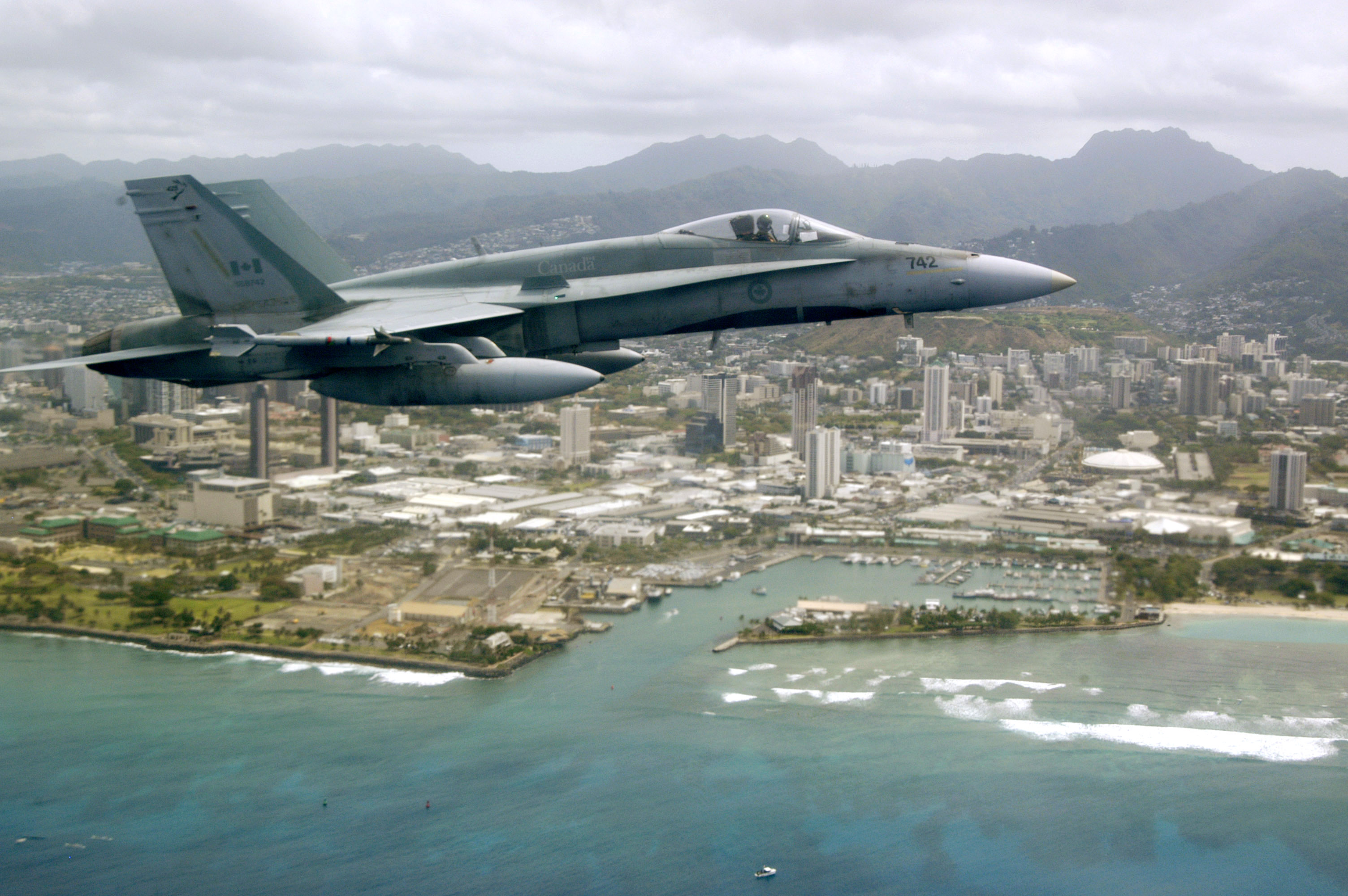
Kanadische F-18A (CF-188A) vor Hawaii

Die Royal Canadian Air Force (englisch) bzw. Aviation royale du Canada (frz.) umfasst die Luftstreitkräfte Kanadas und ist Teil der Kanadischen Streitkräfte (Canadian Forces/Forces canadiennes). Daneben gibt es die Canadian Army (Heer) und die Royal Canadian Navy (Marine).

## Geschichte
Die frühere Royal Canadian Air Force (1924–1968) wurde mit der Royal Canadian Navy und der Canadian Army zu den Canadian Forces vereinigt, die am 2. September 1975 das Air Command (AIRCOM) einrichteten, welches 2011 wieder den alten Namen Royal Canadian Air Force erhielt.
Die Abschaffung der kanadischen Teilstreitkräfte hatte für die Luftstreitkräfte zunächst das Gegenteil zur Folge, eine Vielzahl verstreuter Air Elements. Die angestrebte Effizienz stellte sich so nicht ein.
AIRCOM hingegen umfasste auch den früheren Royal Canadian Naval Aviation Service der Marine, wodurch die Anzahl der Luftwaffenstützpunkte um etwa 30 Prozent reduziert werden konnte. Bereits in den 1980er-Jahren begann AIRCOM auch mit dem Rückzug von europäischen Stützpunkten, darunter Baden-Söllingen, Lahr/Schwarzwald und Northolt. Lediglich der Stützpunkt Brize Norton in England wird bis heute gemeinsam mit der Royal Air Force genutzt.
In den 1970er- und 1980er-Jahren wurden viele ältere Flugzeugtypen ersetzt. Mit der Anschaffung der CF-188A/B Hornet wurden die CF-104 Starfighter und die CF-101 Voodoo (das letzte in Kanada entwickelte Kampfflugzeug) ausgemustert. Die Anzahl der Transporthubschrauber wurde deutlich reduziert. Sämtliche bisherigen Transporthelikopter wurden durch die CF-146 Griffon ersetzt. Seit 2002 werden zudem alle SAR-Hubschrauber durch den britischen CH-149 Cormorant ersetzt. Diese werden durch die Seefernaufklärer CP-140 Aurora und CP-142 Arcturus unterstützt, die in den späten 1970er-Jahren angeschafft wurden. Die inzwischen 40 Jahre alten CH-124-Sea-King-Helikopter, die von den Kriegsschiffen der Marine eingesetzt werden, sollen ab 2008 durch den CH-148 Cyclone ersetzt werden.
Die internationalen Tätigkeitsfelder von AIRCOM haben sich seit den 1970er-Jahren wesentlich verändert. Während die Luftwaffe im Vietnamkrieg noch eine offensive Rolle an der Seite der USA einnahm, ist heute die logistische Unterstützung die Hauptaufgabe von AIRCOM bei internationalen Einsätzen. Hierbei haben besonders die sehr erfahrenen Hubschrauberbesatzungen international ein hohes Ansehen. Die Bedeutung der Hubschrauberstaffeln in der kanadischen Luftwaffe lässt sich auch an den jüngsten Neuanschaffungen – dem US-amerikanischen CH-148 Cyclone und dem britischen CF-149 Cormorant – erkennen, die zu den modernsten und leistungsfähigsten Helikoptern weltweit zählen.
Im Dezember 2012 gab die kanadische Regierung bekannt, dass die Beschaffung des Kampfjets Lockheed Martin F-35 storniert wird. Ein Ersatzmodell um die alternde F-18 Flotte zu ersetzen ist bisher nicht ausgewählt.

## Auftrag
Die RCAF ist die für den Luft- und Weltraum zuständige Teilstreitkraft der Canadian Forces (CF). Zu den Aufgaben gehören die Luftraumüberwachung und der Schutz des kanadischen Luftraums, Such- und Rettungsmissionen aus der Luft, Früherkennung von Schiffen und Flugzeugen, die illegale Fracht ins Land einführen (z. B. Betäubungsmittel), Rettungsmissionen bei Naturkatastrophen sowie Früherkennung und Schutz des nordamerikanischen Luftraums einschließlich der USA durch das North American Aerospace Defence Command (NORAD). Daneben viele andere internationale Einsätze.

## Hierarchie

### Oberste Hierarchie
Der Chief of the Air Staff als oberstes Glied der Air Force hat seinen Hauptsitz in Ottawa im Verteidigungsministerium. Er beschließt die Strategie und Ausrichtung der Luftstreitkräfte. Der Commander der 1 Canadian Air Division and Canadian NORAD Region, welcher sein Hauptquartier in Winnipeg hat, ist zuständig für die operative Umsetzung und die Kommandantur der Air-Force-Aktivitäten in Kanada und weltweit.

#### Befehlshaber
| Befehlshaber                                                               | Befehlshaber              | Befehlshaber | Befehlshaber |
| Titel                                                                      | Name                      | von          | bis          |
| -------------------------------------------------------------------------- | ------------------------- | ------------ | ------------ |
| Chief of the Air Staff                                                     | LtGen W. K. „Bill“ Carr   | 1975         | 1978         |
| Chief of the Air Staff                                                     | LtGen G. A. MacKenzie     | 1978         | 1980         |
| Chief of the Air Staff                                                     | LtGen K. E. Lewis         | 1980         | 1983         |
| Commander of Air Command                                                   | LtGen P. D. Manson        | 1983         | 1985         |
| Commander of Air Command                                                   | LtGen D. M. McNaughton    | 1985         | 1986         |
| Commander of Air Command                                                   | LtGen L. A. Ashley        | 1986         | 1988         |
| Chief of the Air Staff                                                     | LtGen F. Sutherland       | 1989         | 1991         |
| Chief of the Air Staff                                                     | LtGen D. Huddleston       | 1991         | 1993         |
| Chief of the Air Staff                                                     | LtGen G. S. Clements      | 1993         | 1995         |
| Commander of Air Command                                                   | LtGen A. M. DeQuetteville | 1995         | 1998         |
| Chief of the Air Staff                                                     | LtGen D. N. Kinsman       | 1998         | 2000         |
| Chief of the Air Staff                                                     | LtGen L. C. Campbell      | 2000         | 2003         |
| Chief of the Air Staff                                                     | LtGen K. R. Pennie        | 2003         | 2005         |
| Chief of the Air Staff                                                     | LtGen J. S. Lucas         | 2005         | 2007         |
| Chief of the Air Staff                                                     | LtGen A. Watt             | 2007         | 2009         |
| Chief of the Air Staff                                                     | LtGen J. P. Deschamps     | 2009         | 2011         |
| Chief of the Air Force Staff and Commander of the Royal Canadian Air Force | LtGen J. P. Deschamps     | 2011         | 2012         |
| Chief of the Air Force Staff and Commander of the Royal Canadian Air Force | LtGen J. Y. Blondin       | 2012         | 2015         |
| Chief of the Air Force Staff and Commander of the Royal Canadian Air Force | LtGen M. J. Hood          | 2015         | 2018         |
| Chief of the Air Force Staff and Commander of the Royal Canadian Air Force | LtGen A. D. Meinzinger    | 2018         | 2022         |
| Chief of the Air Force Staff and Commander of the Royal Canadian Air Force | LtGen E. Kenny            | 2022         | 2025         |
| Chief of the Air Force Staff and Commander of the Royal Canadian Air Force | LtGen J. Speiser-Blanchet | 2025         | amtierend    |

#### Gliederung
Die Königlichen Kanadischen Luftstreitkräfte sind generell in vier Großverbänden organisiert:
- 1 Canadian Air Division (1. Kanadische Luftwaffendivision)[8] Die 1. Kanadische Luftwaffendivision führt die Einsatzverbände der RCAF an. Der Divisionskommandeur ist zugleich auch der Kommandeur der Canadian NORAD Region (CANR) – dem kanadischen Bereich des gemeinsamen US-Kanadischen Luftverteidigungskommandos. Das Hauptquartier der 1. CAD befindet sich in CFB Winnipeg, Manitoba.
  - 1 Wing (CFB Kingston) – Dieses Geschwader funktioniert als Heeresflieger und unterstützt die Brigadegruppen des Kanadischen Heeres. Einzige Ausnahme davon ist die 427 Special Operations Aviation Squadron, die die kanadischen Spezialeinheiten unterstützt und dafür operativ dem Kanadischen Spezialkräftekommando untergeordnet ist. Das Hauptquartier von 1 Wing befindet sich im CFB Kingston Stützpunkt, dort sind aber keine Flugverbände stationiert. Die fünfte taktische Hubschrauberstaffel, die Fliegerstaffel für spezielle Einsätze und die taktische Hubschrauberausbildungsstaffel sind in CFB Borden (ON), CFB Edmonton (AB), CFB Petawawa (ON), CFB Valcartier (QC), Montréal (QC) und CFB Gagetown (NB) stationiert.
  - 3e Escadre (3 Wing) (CFB Bagotville) – Dieses Geschwader ist der französischsprachige Jagdfliegerverband der Königlichen Kanadischen Luftstreitkräfte. Das Geschwader stellt auch Luftverteidigungspatrouillen in den östlichen Teilen von Kanada (wie z. B. aus CFB Goose Bay, NL) dar. Dem Geschwader ist auch eine Staffel am internationalen Flughafen von Gatineau, QC unterstellt. Sie fliegt mit Piloten und Dassault/Dornier Alpha Jets von Discovery Air Defence Services – ein privates Unternehmen, das als EloKa Aggressor-Einheit für die Kanadischen Streitkräfte operiert.
  - 4 Wing (CFB Cold Lake) – Dieses Geschwader ist der englischsprachige und der etwas größere der zwei Jagdfliegerverbände der Königlichen Kanadischen Luftstreitkräfte. Das Geschwader stellt auch Luftverteidigungspatrouillen in den westlichen Teilen von Kanada (wie z. B. aus CFB Comox, BC) dar. Das Geschwader ist auch für die operative Ausbildung von Jagdfliegerpiloten und für die internationalen Maple Flag  Übungen zuständig.
  - 5 Wing (CFB Goose Bay) – Dieses Geschwader ist lediglich ein Jagdfliegerverband ohne festuntergeordnete Einheiten der Jagdfliegerverbände. Die einzige fliegende Einheit des Geschwaders ist die 444 Combat Support Squadron. Das ist eine Hubschrauberstaffel, die für die Sicherung des Luftstützpunktes und für die SAR-Einsätze im Gebiet zuständig ist. CFB Goose Bay ist optimal für taktische Tiefflugausbildung und dafür unterbringt sie vorübergehende Kontingente von NATO-Mitgliedsländern, unter anderem auch von der deutschen Luftwaffe. Goose Bay ist auch ein vorgeschobener Luftverteidigungsstützpunkt; Bereitschaftsrotten von CF-188 Jägern aus der 3 Escadre (CFB Bagotville) werden regelmäßig dort stationiert.
  - 8 Wing (CFB Trenton) – Dieses Geschwader ist mit Lufttransportaufgaben beauftragt. Dort sind (unter anderem auch) die kanadischen Boeing C-17A Globemaster und die CC-150 Polaris Flugzeuge stationiert. Eine kleine Einsatzgruppe der kanadischen Spezialkräften mit höherer Bereitschaft ist dort neben diesen strategischen Lufttransportern stationiert. Das Geschwader verfügt auch über eine Staffel für Regierungslufttransportflüge, die am internationalen Flughafen von Ottawa (ON) stationiert ist.
  - 9 Wing (CFB Gander) – Das ist ein SAR-Geschwader, das AgustaWestland CH-149 Cormorant Rettungshubschrauber fliegt und für Rettungseinsätze in den östlichen Teilen von Kanada und im nordwestlichen Atlantik zuständig ist. Gander Bay ist auch ein vorgeschobener Luftverteidigungsstützpunkt; Bereitschaftsrotten von CF-188 Jägern aus der 3 Escadre (CFB Bagotville) werden regelmäßig dort stationiert.
  - 12 Wing (CFB Shearwater) – Dieses Geschwader ist mit der Luftunterstützung von Marinekräften beauftragt. Es fliegt die Bordhubschrauber der kanadischen Fregatten. In CFB Shearwater (der ehemalige Stützpunkt der Flugzeugträgerfliegerstaffeln der Königlichen Kanadischen Marine) sind eine Einsatz- und eine Ausbildungshubschrauberstaffel stationiert. Die zweite Einsatzhubschrauberstaffel, die die Pazifischen Marinekräfte unterstützt, ist am internationalen Flughafen von Victoria (British Columbia) stationiert.
  - 14 Wing (CFB Greenwood) – Dieses Geschwader ist mit der Seeüberwachung beauftragt. Dafür verfügt es über eine Einsatz- und eine Ausbildungsflugzeugstaffel. Dazu kommt noch eine Transport- und Rettungsstaffel, die mit CC-130 Hercules Transportflugzeugen und CH-149 Cormorant Rettungshubschraubern ausgerüstet ist. Neben den Lufttransportaufgaben werden die Hercules bei Rettungsaufgaben über dem Atlantik verwendet, wobei sie Personen in Gefahr suchen und danach die Rettungshubschrauber zu diesen führen. Greenwood ist auch ein vorgeschobener Luftverteidigungsstützpunkt; Bereitschaftsrotten von CF-188 Jägern aus der 3 Escadre (CFB Bagotville) werden regelmäßig dort stationiert.
  - 17 Wing (CFB Winnipeg) – Dieses Geschwader beinhaltet Einsatz- und Ausbildungseinheiten. Am Flughafen von Winnipeg (MB) sind eine Transport- und Rettungsstaffel und eine Fliegernavigationausbildungsstaffel, sowie sechs Luftwaffenschulen stationiert. Am Flugplatz von Yellowknife (NT) ist eine Transport- und Rettungsstaffel stationiert. Das Hauptquartier der 1. Kanadischen Luftwaffendivision befindet sich auch dort.
  - 19 Wing (CFB Comox) – Wie das 14 Wing ist auch dieses Geschwader mit Seeüberwachung, Lufttransport und Rettung beauftragt. Dafür verfügt es über eine Seeüberwachungsflugzeugstaffel und eine Transport- und Rettungsstaffel. Comox ist auch ein vorgeschobener Luftverteidigungsstützpunkt; Bereitschaftsrotten von CF-188 Jägern aus dem 4 Wing (CFB Cold Lake) werden regelmäßig dort stationiert.
  - 22 Wing (CFB North Bay) – Dieses Geschwader ist das Führungsunterstützungsgeschwader für den kanadischen Bereich des gemeinsamen US-Kanadischen North American Aerospace Defence (NORAD)-Kommandos. Dafür verfügt es über eine Luftwaffeneinsatzführungsstaffel und eine Luftwaffeneinsatzführungslehrstaffel.
- 2 Canadian Air Division (2. Kanadische Luftwaffendivision)[9] Die 2. Kanadische Luftwaffendivision führt die Ausbildungsverbände der RCAF. Die Division ist auch für das NFTC-Program (NATO Flight Training in Canada = Fliegerausbildung von Piloten aus den NATO-Mitgliedsländern) verantwortlich.
  - 15 Wing (CFB Moose Jaw) – Dieses Geschwader bringt die fliegenden Ausbildungseinheiten der RCAF zusammen. Es ist in CFB Moose Jaw, wie auch in CFB Cold Lake, CFB Winnipeg und in Portage la Prairie (MB) stationiert. Die Thunderbirds Kunstflugdarstellungsstaffel ist auch in CFB Moose Jaw stationiert, ist aber direkt der 2. Luftwaffendivision unterstellt.
  - 16 Wing (CFB Borden) – Dieses Geschwader bringt die Ausbildungseinrichtungen der RCAF (Die RCAF Akademie und verschiedene Schulen) zusammen.
  - Canadian Forces Aircrew Selection Centre (CFB Trenton) – Flugpersonalselektierungszentrum der Kanadischen Streitkräfte.
- Canadian Forces Aerospace Warfare Centre (Untersuchungszentrum für Luftkrieg der Kanadischen Streitkräfte)[10] Das Zentrum ist für die doktrinale Entwicklung und für die zukünftige organisatorische und materielle Planung der RCAF zuständig.
- Air Reserve (Luftwaffenreserve)[11] Die Luftwaffenreserve ist für die Führung und Betreuung von Reservepersonal zuständig.
  - Die Reservisten der RCAF dienen in Unterstützungsrollen in den Geschwadern, in den Staffeln, sowie auch in Pioniereinheiten.

Die Königlichen Kanadischen Luftstreitkräfte von heute sind der Nachfolger der gleichnamigen separaten Teilstreitkraft, die bis 1968 existierte. Sie sind aber ein integrierter Teil der unifizierten Canadian Armed Forces. Mit der Unifizierung von drei Teilstreitkräften wurden die RCAFs (Royal Canadian Air Force Station oder Stationen der Königlichen Kanadischen Luftstreitkräfte) zu CFBs (Canadian Forces Base oder Basis der Kanadischen Streitkräfte). Viele Einheiten der drei ehemaligen Teilstreitkräfte wurden konsolidiert und in neuen Militärobjekten gebunden. Heute sind die Staffeln der RCAF in Wings (oder Geschwader) gegliedert. Diese Wings sind jedoch nicht Einsatzverbände, sondern administrative Gruppierungen der RCAF-Einheiten auf der entsprechenden kanadischen Streitkräftebasis. Diese Einheiten werden operativ von dem entsprechenden Großverband geführt (1. Luftwaffendivision für Einsatzstaffel, 2. Luftwaffendivision für Ausbildungseinrichtungen und Luftwaffenreserve für Reserveeinheiten).
| Hierarchie des Offizierskorps der Royal Canadian Air Force | Hierarchie des Offizierskorps der Royal Canadian Air Force | Hierarchie des Offizierskorps der Royal Canadian Air Force | Hierarchie des Offizierskorps der Royal Canadian Air Force | Hierarchie des Offizierskorps der Royal Canadian Air Force | Hierarchie des Offizierskorps der Royal Canadian Air Force | Hierarchie des Offizierskorps der Royal Canadian Air Force | Hierarchie des Offizierskorps der Royal Canadian Air Force | Hierarchie des Offizierskorps der Royal Canadian Air Force | Hierarchie des Offizierskorps der Royal Canadian Air Force | Hierarchie des Offizierskorps der Royal Canadian Air Force |
| General Général Gen                                        | Lieutenant-General Lieutenant-Général LtGen                | Major-General Major-Général MajGen                         | Brigadier-General Brigadier-Général BGen                   | Colonel Col                                                | Lieutenant-Colonel LtCol                                   | Major Maj                                                  | Captain Capitaine Cpt                                      | Lieutenant Lt                                              | Second Lieutenant Sous-Lieutenant SLt                      | Officer Cadet Élève-Officier Ocdt                          |
| OF-9                                                       | OF-8                                                       | OF-7                                                       | OF-6                                                       | OF-5                                                       | OF-4                                                       | OF-3                                                       | OF-2                                                       | OF-1b                                                      | OF-1a                                                      | Student Vorsitzender                                       |
| ---------------------------------------------------------- | ---------------------------------------------------------- | ---------------------------------------------------------- | ---------------------------------------------------------- | ---------------------------------------------------------- | ---------------------------------------------------------- | ---------------------------------------------------------- | ---------------------------------------------------------- | ---------------------------------------------------------- | ---------------------------------------------------------- | ---------------------------------------------------------- |

|  |  |  |  |  |  |  |  |  |

Anmerkungen:
- Der Canadian Forces Chief Warrant Officer ist ein singulärer Rang und auch der ranghöchste Unteroffizier der kanadischen Streitkräfte. Er ist der Fürsprecher des Unteroffizierkorps.

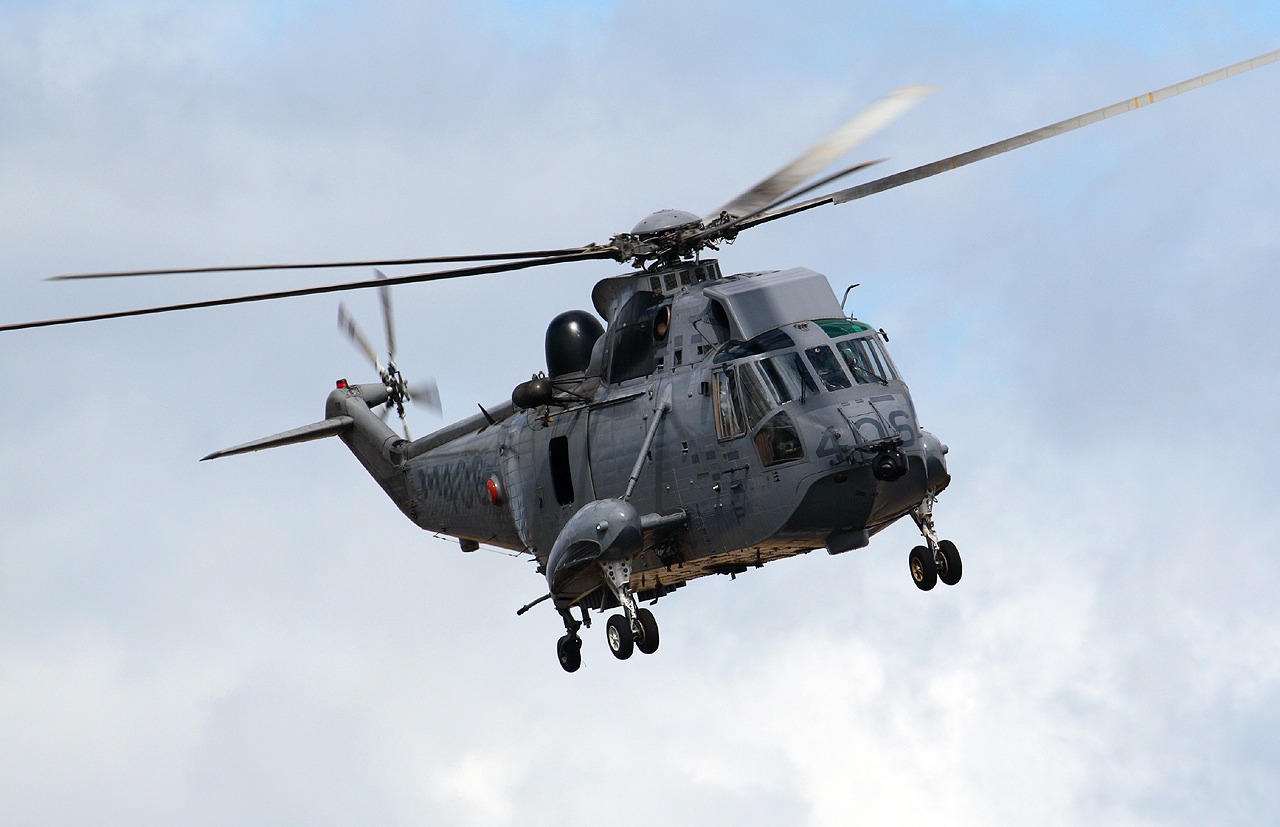
CH-124 Sea King

## Flugzeugbezeichnungen
Im Jahr 1947 führte die damalige RCAF ein neues System für die Kennzeichnung ihrer Flugzeuge ein. Bis dahin wurden die Flugzeugtypen, wie bei der Royal Air Force, ausschließlich mit Namen gekennzeichnet. Mit der neuen Kennung wurde den Namen ein zweistelliges Buchstabenkürzel mit einer dreistelligen Nummer vorangestellt. Das Buchstabenkürzel bezeichnet hierbei die Art des Flugzeuges:
- CE – Flugzeug für elektronische Kampfführung
- CF – Kampfflugzeug
- CP – Aufklärungsflugzeug
- CC – Transportflugzeug
- CH – Hubschrauber
- CT – Trainingsflugzeug

Die anschließenden dreistelligen Kennnummern werden in aller Regel fortlaufend vergeben, abhängig vom Jahr der Indienststellung des Flugzeugtypen. Hierbei gibt es jedoch Ausnahmen, wie die CF-188 Hornet, die eigentlich die Kennung CF-141 tragen müsste, deren Kennung jedoch an ihre US-amerikanische Bezeichnung F-18 angelehnt wurde.

## Ausrüstung

### Fluggeräte
(Stand: Ende 2021)
| Typ                               | Bild           | Herkunft                       | Funktion                                 | Version/ Bezeichnung | Anzahl                   | Bestellt       | In Nutzung seit | Anmerkungen |
| Kampfflugzeuge                    | Kampfflugzeuge | Kampfflugzeuge                 | Kampfflugzeuge                           | Kampfflugzeuge       | Kampfflugzeuge           | Kampfflugzeuge | Kampfflugzeuge  | Kampfflugzeuge |
| --------------------------------- | -------------- | ------------------------------ | ---------------------------------------- | -------------------- | ------------------------ | -------------- | --------------- | --- |
| McDonnell Douglas F/A-18 Hornet   |                | Vereinigte Staaten             | Mehrzweckkampfflugzeug                   | CF-188A              | 63                       |                | 1982            | Wird durch die F-35 ersetzt. |
| Lockheed Martin F-35 Lightning II |                | Vereinigte Staaten             | Mehrzweckkampfflugzeug                   | F-35A                |                          |                |                 | Die F-35 setzte sich gegen die Gripen E durch. Geplant ist die Anschaffung von 88 Flugzeugen. |
| Flugzeuge für Spezialmissionen    |                |                                |                                          |                      |                          |                |                 | |
| CASA C-295 Persuader              |                | Spanien                        | SAR                                      | CC-295               | 9                        | 7              | 2020            | [ 15 ] |
| DHC-5 Buffalo                     |                | Kanada                         | SAR                                      | CC-115               | 4                        |                | 1970            | Werden ausgemustert |
| Beechcraft King Air               |                | Vereinigte Staaten             | Aufklärungsflugzeug                      | CE-145C              |                          | 3              |                 | Auslieferung 2024, durch L3Harris Technologies modifizierte King Air 350ER |
| Lockheed CP-140 Aurora            |                | Vereinigte Staaten             | Seefernaufklärer                         |                      | 15                       |                | 1980            | Nutzung zur Seeaufklärung Modellvarianten: CP-140 und CP-142. Modifizierte Version des Lockheed P-3-Flugzeugs. 1998 wurde bekanntgegeben, dass zehn Maschinen grundlegend generalüberholt werden sollen. Dies umfasst die technischen, elektrischen und mechanischen Systeme und läuft unter dem Aurora Incremental Modernization Project (AIMP) Projekt. Diese Arbeiten sollen bis Ende 2011 abgeschlossen werden. Werden eventuell durch die P-8 Poseidon ersetzt. |
| Airbus A310                       |                | Europäische Union              | Tankflugzeug                             | CC-150T              | 2                        |                |                 | Werden durch A330 ersetzt |
| Airbus A330 MRTT                  |                | Europäische Union              | Multi-Role Tanker Transport              |                      |                          | 2 - 6          |                 | Bis zu sechs A330 MRTT sollen die A310 ersetzen, das erste Flugzeug soll im Sommer 2023 kommen. |
| Lockheed KC-130                   |                | Vereinigte Staaten             | Tankflugzeug                             | CC-130H              | 4                        |                |                 | |
| Transportflugzeuge                |                |                                |                                          |                      |                          |                |                 | |
| Airbus A310                       |                | Europäische Union              | Transportflugzeug Geschäftsreiseflugzeug | CC-150               | 3                        |                | 1997            | Basierend auf dem Airbus A-310, jedoch modifiziert als militärische Langstrecken-Frachtversionen. Die Flugzeuge wurden ursprünglich an die Fluggesellschaft Wardair Canada ausgeliefert. |
| Boeing C-17 Globemaster III       |                | Vereinigte Staaten             | Transportflugzeug                        | CC-177               | 5                        |                | 2008            | |
| Lockheed C-130 Hercules           |                | Vereinigte Staaten             | Transportflugzeug                        | CC-130H CC-130J      | 8 17                     |                |                 | |
| DHC-6 Twin Otter                  |                | Kanada                         | Transportflugzeug                        | CC-138               | 3                        |                |                 | Wird auch für SAR Aufgaben genutzt |
| Bombardier Challenger 600         |                | Kanada                         | Geschäftsreiseflugzeug                   | CC-144               | 4                        |                | 1982            | Wird genutzt für Staatsbedienstete und Generäle. |
| Schulungsflugzeuge                |                |                                |                                          |                      |                          |                |                 | |
| Canadair CL-41 Tutor              |                | Kanada                         | Strahltrainer                            | CT-114               | 24                       |                |                 | |
| DHC-8                             |                | Kanada                         | Schulflugzeug                            | CT-142               | 4                        |                |                 | |
| McDonnell Douglas F/A-18 Hornet   |                | Vereinigte Staaten             | Strahltrainer                            | CF-188B              | 23                       |                |                 | |
| Beechcraft T-6 Texan II           |                | Vereinigte Staaten             | Schulflugzeug                            | CT-156               | 22                       |                |                 | Fliegt für die NATO Flugschule |
| BAE Hawk                          |                | Vereinigtes Königreich         | Strahltrainer                            | CT-155               | 17                       |                | 2000            | ausser Dienst 2024, flog für die NATO Flugschule |
| Beechcraft King Air               |                | Vereinigte Staaten             | Schulflugzeug                            | King Air C90B        | 7                        |                |                 | Befinden sich noch im Bestand, wurde aber von einer privaten Firma geleast. |
| Grob G 120A                       |                | Deutschland                    | Schulflugzeug                            |                      | 14                       |                |                 | Befinden sich noch im Bestand, wurde aber von einer privaten Firma geleast. |
| Hubschrauber                      |                |                                |                                          |                      |                          |                |                 | |
| AgustaWestland AW101              |                | Italien Vereinigtes Königreich | SAR-Hubschrauber                         | CH-149               | 14                       |                | 2000            | |
| Bell 206                          |                | Vereinigte Staaten             | Schulhubschrauber                        | CH-139               | 13                       |                |                 | Befinden sich noch im Bestand, wurde aber von einer privaten Firma geleast. |
| Bell 412                          |                | Vereinigte Staaten Kanada      | Mehrzweckhubschrauber Schulhubschrauber  | CH-146               | 71 9                     |                | 1995            | Die neun Schulhubschrauber befinden sich noch im Bestand, wurde aber von einer privaten Firma geleast. |
| Boeing CH-47 Chinook              |                | Vereinigte Staaten             | Transporthubschrauber                    | CH-147F              | 14                       |                | 2008            | Sechs D-Versionen des CH-147 wurden 2008 gebraucht in Dienst gestellt, und wurden in Afghanistan eingesetzt. Die D-Versionen wurden mittlerweile ersetzt. |
| Sikorsky CH-148 Cyclone           |                | Vereinigte Staaten             | Transporthubschrauber                    |                      | 24 (Stand: Oktober 2022) | 28             | 2010            | Im Februar 2010 wurden die ersten Helikopter ausgeliefert. Insgesamt sollen 28 geliefert werden. Die Helikopter basieren auf dem zivilen Model Sikorsky S-92. Der CH-148 Cyclone ist eine militärische Version. Der Erstflug in der RCAF fand am 11. Oktober 2013 statt. |

Für ehemalige Flugzeuge siehe Liste von Flugzeugen der RCAF/AIRCOM

### Waffensysteme
| Hersteller                          | Herstellungsland   | Waffe                        | Typ                                  | In Nutzung seit | Anmerkungen                                        |
| ----------------------------------- | ------------------ | ---------------------------- | ------------------------------------ | --------------- | -------------------------------------------------- |
| Lockheed Martin                     | Vereinigte Staaten | GBU-10 Paveway II            | lasergesteuerte Fliegerbombe         | 1980            | genutzt von CF-188-Kampfflugzeugen                 |
| General Dynamics                    | Vereinigte Staaten | Mark 82                      | ungelenkte Mehrzweck-Freifallbombe   | 1990            | genutzt von CF-188-Kampfflugzeugen                 |
| General Dynamics                    | Vereinigte Staaten | Mark 83                      | basierend auf Mark 82, jedoch größer | 1980            | genutzt von CF-188-Kampfflugzeugen                 |
| General Dynamics                    | Vereinigte Staaten | Mark 84                      | basierend auf Mark 82, größer als 83 | 1980            | genutzt von CF-188-Kampfflugzeugen                 |
| Raytheon/Hughes Aircraft            | Vereinigte Staaten | AGM-65G                      | Luft-Boden-Rakete                    | 1980            | genutzt von CF-188-Kampfflugzeugen                 |
| Bristol Aerospace                   | Kanada             | CRV 7                        | Luft-Boden-Rakete                    | 1980            | genutzt von CF-188-Kampfflugzeugen                 |
| Douglas Aircraft Company            | Vereinigte Staaten | AIM-7 Sparrow                | Luft-Luft-Rakete                     | 1980            | genutzt von CF-188-Kampfflugzeugen                 |
| Raytheon/Hughes Aircraft            | Vereinigte Staaten | AIM-120 AMRAAM               | Luft-Luft-Rakete                     | 2000            | genutzt von CF-188-Kampfflugzeugen                 |
| Boeing                              | Vereinigte Staaten | Joint Direct Attack Munition | Joint Direct Attack Munition         | 2011            | genutzt von CF-18                                  |
| Raytheon/Ford Aerospace/Loral Corp. | Vereinigte Staaten | AIM-9 Sidewinder             | Luft-Luft-Rakete                     | 1980            | genutzt von CF-188-Kampfflugzeugen                 |
| General Dynamics/General Electric   | Vereinigte Staaten | M61 Vulcan                   | 20-mm-Maschinenkanone                | 1980            | genutzt von CF-188-Kampfflugzeugen                 |
| Alliant Tech Systems                | Vereinigte Staaten | Mark-46-Torpedo              | Unterwasser-Torpedo zur U-Boot-Jagd  | 1980            | genutzt von CP-140-Aurora- und CH-124-Helikoptern. |
| FN Herstal                          | Belgien            | FN MAG C6                    | 7,62-mm-Maschinengewehr              | 1980            | genutzt von CP-140- und CH-124-Helikoptern.        |

### Unbemannte Fluggeräte / Drohnen
Die Air Force verfügt über unbemannte Fluggeräte des folgenden Typs:
- Maveric UAS – Miniatur-Aufklärungsdrohnen
- Boeing ScanEagle – Miniatur-Aufklärungsdrohnen
- IAI Heron – Aufklärungsdrohnen
- ALIX / BAE Systems – SilverFox-Miniatur-Aufklärungsdrohnen
- MMIST – MMIST CQ-10, unbemannte Transportdrohnen

## Stützpunkte

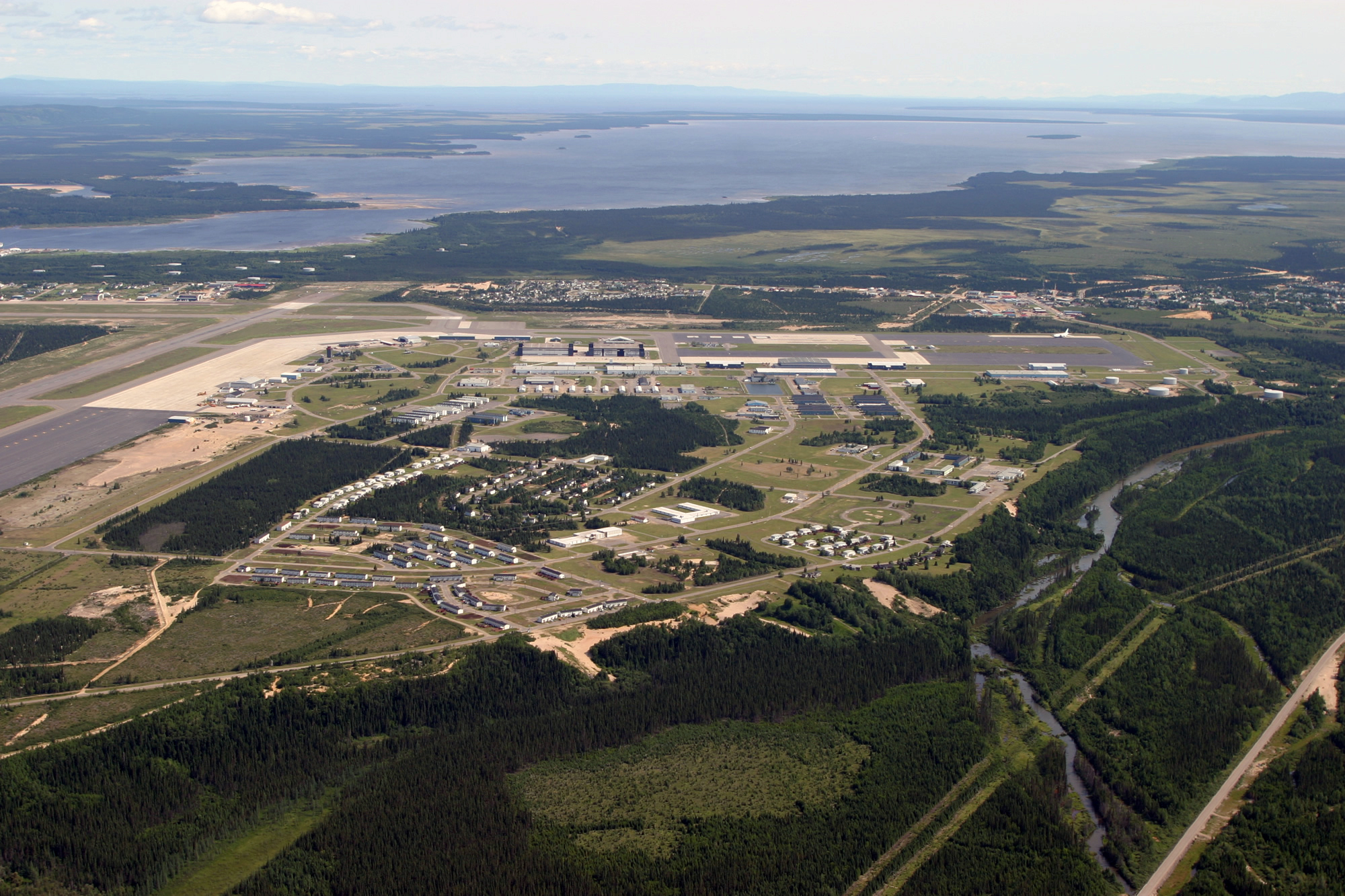
5 Wing Goose Bay

### Kanada
Es gibt folgende Militärflugplätze. Sie sind in der Regel Heimat eines Geschwaders (englische Bezeichnung Wing), dem alle weiteren Einheiten unterstehen.
- CFB Bagotville, Québec, 2 Wing und 3 Wing, östlicher Stützpunkt der Kampfflugzeuge
- CFB Borden, Ontario, 16 Wing, Haupttrainingszentrum und „Geburtsort“ der kanadischen Militärfliegerei
- CFB Cold Lake, Alberta, 4 Wing, westlicher und Hauptstützpunkt der Kampfflugzeuge
- CFB Comox, British Columbia, 19 Wing, westliche Basis der Seefernaufklärer und SAR-Helikopter
- CFB Gander, Neufundland, 9 Wing, östlicher Stützpunkt von SAR-Helikoptern
- CFB Goose Bay, Neufundland, 5 Wing, ohne eigene fliegenden Einheiten
- CFB Greenwood, Nova Scotia, 14 Wing, östliche Basis der Seefernaufklärer
- CFB Kingston, Ontario, 1 Wing, Basis von Transporthubschraubern
- CFB Moose Jaw, Saskatchewan, 15 Wing, zweites Trainingszentrum
- CFB Trenton, Ontario, RCAF Aerospace Warfare Centre und 8 Wing, Haupteinsatzbasis der Transportflieger
- CFB North Bay, Ontario, 22 Wing, ohne eigene fliegende Elemente. Sitz des North American Aerospace Defense Command (NORAD).
- CFB Shearwater, Nova Scotia, 12 Wing, Landstützpunkt der Bordhubschrauber und Such- und Rettungshubschrauber
- CFB Winnipeg, Manitoba, 1 Canadian Air Divisions Headquarters und 2 Canadian Air Divisions Headquarters sowie 17. Wing, Heimat von SAR- und Schulungsluftfahrzeugen
- CFS Alert, Nunavut, Teile des 8 Wing, ist die nördlichste Basis Kanadas und weltweit.

Daneben kann sich die RCAF im Norden auf die Forward Operating Location (FOL), in Inuvik und Yellowknife, beide Northwest Territories, sowie Iqaluit in Nunavut und Goose Bay, in Neufundland, stützen. Diese FOL sind alle hauptsächlich zivil genutzte Flughäfen.

### Stützpunkte im Ausland
Die RCAF nutzt für ihre internationalen Einsätzen Stützpunkte der Alliierten Streitkräfte. Darunter Stützpunkte der US-Amerikaner, Briten und anderer Verbündeter.
- In Deutschland hatte die RCAF einen Umschlageplatz in Spangdahlem auf der US-amerikanischen Spangdahlem Air Base eingerichtet, um die kanadischen Soldaten nach 2003 in Afghanistan materiell und personell unterstützen zu können.
- In Schottland betreibt die RCAF seit 2022 in Prestwick ein Tactical Air Lift Detachment (TAL Det) als logistische Drehscheibe ihrer Transportflieger
- In Lettland betreibt die RCAF seit 2024 in Riga ein Tactical Air Detachment (TAD) ihrer Transporthubschrauber zur Unterstützung der im Land stationierten Landstreitkräfte
- Des Weiteren sind in Geilenkirchen auf der NATO Air Base kanadische Soldaten stationiert.